# Leichtathletik-Europameisterschaften 1969/50 km Gehen der Männer

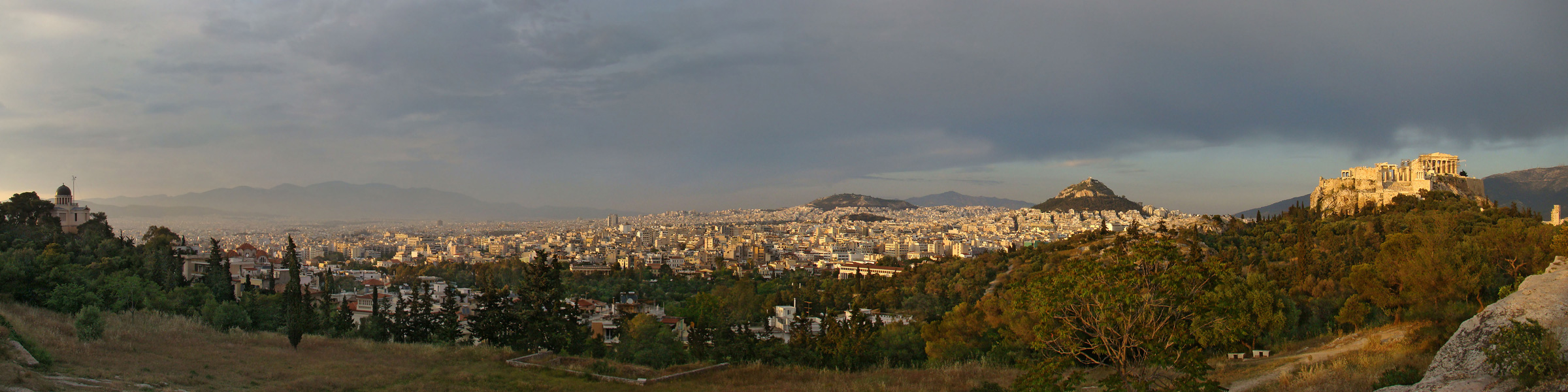
Blick vom Philopapposhügel auf Athen

Das 50-km-Gehen der Männer bei den Leichtathletik-Europameisterschaften 1969 wurde am 18. September 1969 in den Straßen Athens ausgetragen.
In diesem Wettbewerb gab es einen Doppelsieg für die Geher aus der DDR. Europameister wurde der Olympiasieger von 1968, Christoph Höhne. Den zweiten Platz belegte Olympiavierte von 1968, Peter Selzer. Bronze ging an Weniamin Soldatenko aus der Sowjetunion.

## Rekorde / Bestleistungen
Anmerkung:

Rekorde wurden damals im Marathonlauf und Straßengehen wegen der unterschiedlichen Streckenbeschaffenheiten mit Ausnahme von Meisterschaftsrekorden nicht geführt.

### Bestehende Rekorde / Bestleistungen
| Weltbestzeit   | 3:55:36 h   | Gennadi Agapow     | Alma-Ata, Sowjetunion (heute Kasachstan) | 17. Oktober 1965 |
| Europabestzeit | 3:55:36 h   | Gennadi Agapow     | Alma-Ata, Sowjetunion (heute Kasachstan) | 17. Oktober 1965 |
| EM-Rekord      | 4:17:15,4 h | Jewgeni Maskinskow | EM Stockholm, Schweden                   | 24. August 1958  |

### Rekordverbesserung
Europameister Christoph Höhne aus der DDR verbesserte den bestehenden Meisterschaftsrekord um 3:42,6 Minuten auf 4:13:32,8 h. Die Welt- und Europabestzeit verfehlte er damit um 17:56,8 min.

## Ergebnis

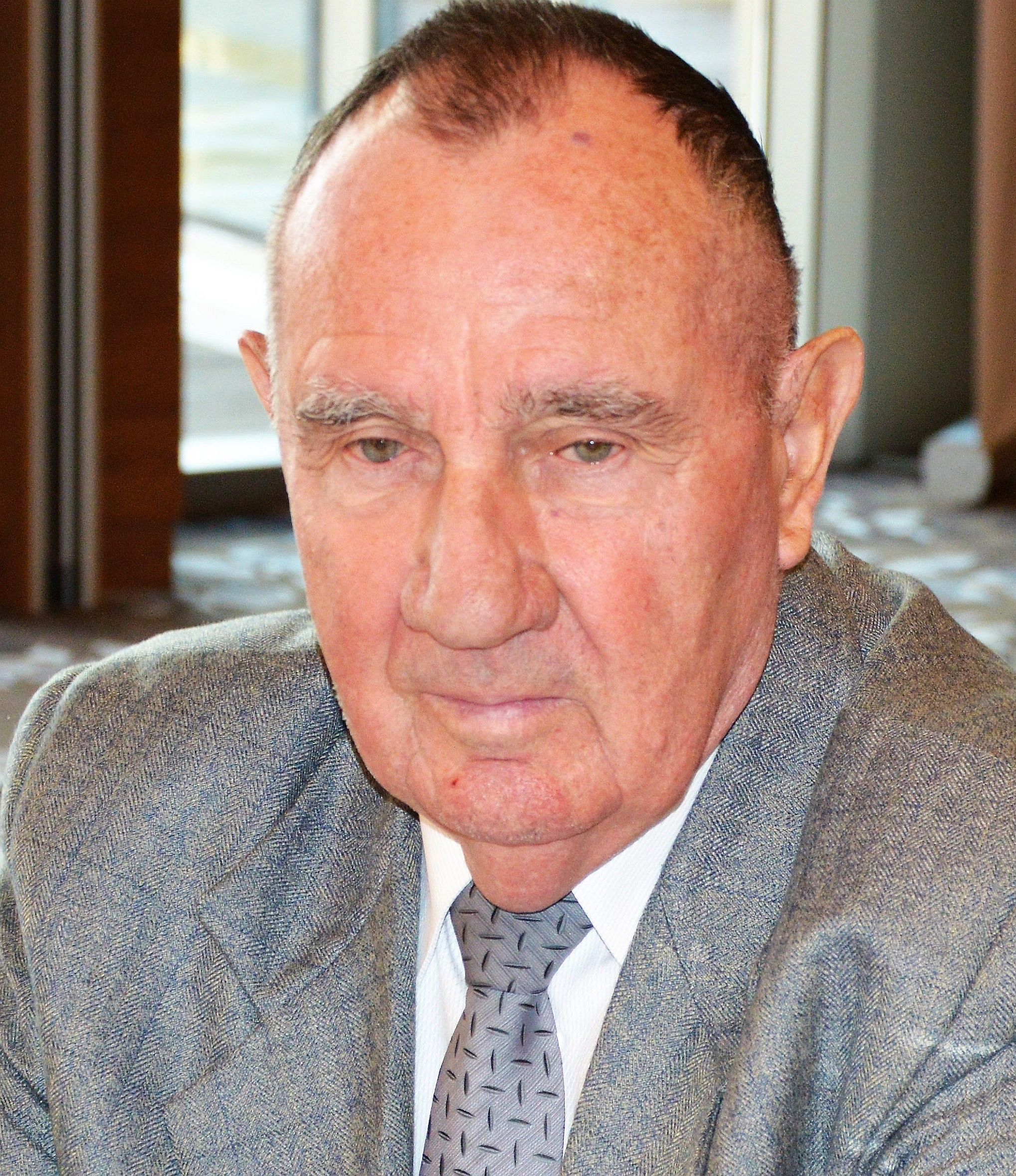
Der Olympiazweite von 1968 Antal Kiss (hier im Jahr 2013) erreichte in diesem Wettbewerb nicht das Ziel

18. September 1969, 14.20 Uhr
| Platz | Name                | Nation           | Zeit (h)     |
| ----- | ------------------- | ---------------- | ------------ |
| 1     | Christoph Höhne     | DDR              | 4:13:32,8 CR |
| 2     | Peter Selzer        | DDR              | 4:16:09,6    |
| 3     | Weniamin Soldatenko | Sowjetunion      | 4:23:04,8    |
| 4     | Otto Bartsch        | Sowjetunion      | 4:26:45,0    |
| 5     | Ray Middleton       | Großbritannien   | 4:27:00,0    |
| 6     | Stefan Ingvarsson   | Schweden         | 4:32:07,2    |
| 7     | Charles Sowa        | Luxemburg        | 4:33:24,6    |
| 8     | Alexandr Bilek      | Tschechoslowakei | 4:34:25,8    |
| 9     | Henri Delerue       | Frankreich       | 4:35:10,4    |
| 10    | János Dalmati       | Ungarn           | 4:38:09,0    |
| 11    | Edmund Paziewski    | Polen            | 4:45:15,0    |
| 12    | Stig Lindberg       | Schweden         | 4:45:53,4    |
| 13    | Robert Rinchard     | Belgien          | 5:09:46,0    |
| 14    | Aynur Ayhan         | Türkei           | 5:10:16,4    |
| DNS   | Abdon Pamich        | Italien          |              |
| DNS   | Antal Kiss          | Ungarn           |              |
| DNS   | Vittorio Visini     | Italien          |              |
| DNS   | Guy Bailly          | Frankreich       |              |
| DNS   | Tore Brustad        | Norwegen         |              |
| DNS   | Odd Landehagen      | Norwegen         |              |
| DNS   | Bryan Elley         | Großbritannien   |              |
| DNS   | Sahun Lightman      | Großbritannien   |              |
| DSQ   | Burkhard Leuschke   | DDR              |              |
| DSQ   | Sergej Bondarenko   | Sowjetunion      |              |
| DSQ   | Paavo Pohjolainen   | Finnland         |              |

## Video
- European Athletics Finals (1969), Bereich: 0:41 min bis 0:49 min, youtube.com, abgerufen am 22. Juli 2022